# Heriaeus numidicus
Heriaeus numidicus là một loài nhện trong họ Thomisidae.
Loài này thuộc chi Heriaeus. Heriaeus numidicus được miêu tả năm 1983 bởi Loerbroks.